# Ivar Segelberg
Ivar T:son Segelberg, född 20 januari 1914 i Härnösand, död 20 juli 1987 i Härlanda församling, Göteborg, var en svensk filosof.
Segelberg var son till länsveterinär Torsten Segelberg och Sigrid Huss. Efter studentexamen i Nyköping 1932 blev han filosofie kandidat vid Uppsala universitet 1934, filosofie licentiat 1938, filosofie doktor vid Göteborgs högskola 1946, docent i teoretisk filosofi vid Uppsala universitet 1947 och var professor i filosofi vid Göteborgs högskola/universitet 1951–80. 
Utöver nedanstående skrifter var Segelberg medarbetare i Sandro Pignattis Flora d'ltalia I–III (1982) och skrev filosofiska och botaniska artiklar.